# アンドレス・イニエスタ
- アンドレアス・イニエスタ

アンドレス・イニエスタ・ルハン（スペイン語: Andrés Iniesta Luján、スペイン語発音: [anˈdɾes iˈnjesta luˈxan]、1984年5月11日 - ）は、スペイン・カスティーリャ・ラ・マンチャ州アルバセーテ県フエンテアルビージャ出身の元サッカー選手。 元スペイン代表。現役時代のポジションはミッドフィールダー。
リオネル・メッシ、シャビ・エルナンデスらと並んでFCバルセロナの育成組織であるラ・マシアの最高傑作と賞され、スペイン人史上最高の選手の1人、あるいは史上最高のミッドフィールダーの1人と広く考えられている。
バルセロナでは2002年から2018年までプレーし、2015-16シーズンからは3シーズンにわたってキャプテンを務めた。スペイン人選手最多となる9度のラ・リーガ優勝と4度のUEFAチャンピオンズリーグ優勝を含む35のタイトルを獲得。
2018年からはJリーグのヴィッセル神戸に移籍し、2019年にはクラブ史上初タイトルとなる天皇杯優勝に貢献、2019年からは同クラブの第14代キャプテンを務めた。
スペイン代表ではU-16、U-19、U-21チームでプレーし、2006年にフル代表デビューを果たした。スペインが優勝したUEFA EURO 2008では全試合に出場。2010 FIFAワールドカップでは、オランダとの決勝戦で決勝ゴールを挙げスペインの初優勝に貢献。UEFA EURO 2012でもイタリアとの決勝戦でマン・オブ・ザ・マッチに選ばれるなどスペインの連覇に貢献し、大会MVPにも選出。
2009年のバロンドール投票では4位、2010年では2位、2011年では4位。2020年に選出されたサッカー歴代ベストイレブンであるバロンドール・ドリームチームでは攻撃的ミットフィルダーの枠でジーコやロベルト・バッジョらを抑え6位にランクイン（同ポジジョンからはペレとディエゴ・マラドーナが選出）
。

## クラブ経歴

### デビュー前

#### アルバセテ・バロンピエ
8歳のときに地元アルバセテ・バロンピエの下部組織に入団した。12歳の時に出場した全国大会では惚れ惚れする程のドリブル能力と視野の広さを見せ、様々なクラブから注目を集めた。レアル・マドリードの下部組織に入団する予定だったが、両親の意向で取りやめられ、両親とFCバルセロナの下部組織寮（ラ・マシア）を見学して好印象を持ったことからFCバルセロナに入団した。

#### FCバルセロナ
MFセスク・ファブレガス同様、入団当初は守備的ミッドフィールダーだったが、ボディバランス、精密なコントロール、ボールキープの技術などが評価されて攻撃的ミッドフィールダーに転向した。シャイな性格であり、ラ・マシアではしばしばホームシックにかかった。
U-15チームではキャプテンを務め、1999年のナイキ・プレミア・カップ決勝ではロスタイムに決勝点を挙げて優勝に貢献し、大会最優秀選手に選ばれた。イニエスタにトロフィーを手渡したのは、当時トップチームでキャプテンを務めていたMFジョゼップ・グアルディオラであり、グアルディオラは「今まで見た中で最高の選手」と記した写真をイニエスタに贈った。グアルディオラはクラブの若手有望株だったMFシャビ・エルナンデスに「じきにお前は俺を引退に追い込むだろうが、あの坊や（イニエスタ）が俺たちふたりを引退に追い込むかもしれないぞ」と語りかけたのはこの大会時であったと伝えられている。

### FCバルセロナ

#### 2002-03シーズン・デビュー
2002年10月、監督のルイ・ファン・ハールによってトップチームに招集され、10月29日のUEFAチャンピオンズリーグ、クラブ・ブルッヘ戦でデビューした。そのままトップチームに定着すると、デビュー直後から良質なプレーを見せ、スペインメディアからはMFフアン・ロマン・リケルメに取って代わる存在だと報じられた。トップチーム昇格後に家族のために地元に建てた家は青とえんじ色に塗られ、観光名所になっている。

#### フランク・ライカールト監督時代（2003年〜2008年）

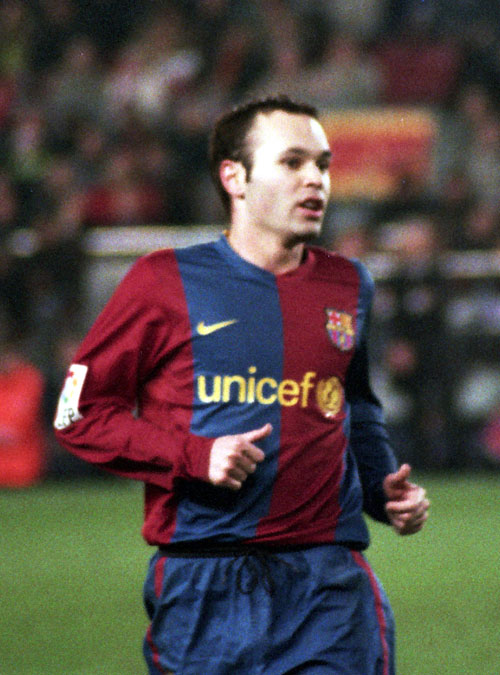
イニエスタ（2006年）

2003-04シーズンは主にFWロナウジーニョの控えとしてリーグ戦11試合に出場し、4月10日のバジャドリード戦でラ・リーガ初ゴールを決めた。2004-05シーズンはリーグ戦38試合中37試合に出場したが、その大半は途中出場だった。2005-06シーズン前半戦は途中出場が中心だったが、2005年12月上旬にシャビが靭帯を痛めて長期離脱したため、イニエスタがその代役を任され、先発出場回数が増加したことでより高いレベルの選手へ成長した。監督、フランク・ライカールトの下でラ・リーガとUEFAチャンピオンズリーグの2冠達成に貢献した。
2006年8月22日のジョアン・ガンペール杯、バイエルン・ミュンヘン戦ではゲームキャプテンを任され、勝利してトロフィーを掲げた。UEFAチャンピオンズリーグ、レフスキ・ソフィア戦では今まで経験したことがなかった左ウイングのポジションで出場して2ゴールを決めた。決勝トーナメント1回戦のリヴァプール戦は普段通りセンターハーフとして出場したが、その後もしばしば3トップの一角としてプレーした。リーグ戦では自己最多タイの37試合に出場（28試合に先発出場）し、6得点3アシストを決めた。
2007年7月にはライバルのレアル・マドリードが移籍金として6000万ユーロの予算で彼の獲得を狙っていると噂されたが、「引退するまでFCバルセロナでプレーしたい」と述べて噂を一蹴した。同年夏にはASローマに移籍したFWリュドヴィク・ジュリが着けていた背番号8番を譲り受けた。2008年のFIFA最優秀選手賞の投票では37ポイントを獲得し、9位にランクインした。FCバルセロナの選手はFWリオネル・メッシ、FWサミュエル・エトー、シャビの3人も10位以内に入った。
ドン・バロン紙の選手採点では2006-07シーズンがリーグ5位、2007-08シーズンがリーグ4位 であり、この2シーズンを通じて最も安定した活躍を見せた選手であるとされた。

#### ジョセップ・グアルディオラ監督時代（2008年〜2012年）
2008年9月24日、ロナウジーニョがACミランに移籍したことにより、DFカルレス・プジョル（第1キャプテン）、シャビ（第2キャプテン）、GKビクトル・バルデス（第3キャプテン）と一緒に新しいキャプテンの一人（第4キャプテン）に選ばれた。11月中旬に足を負傷し、完全に状態が回復するまで試合出場を控えたが、2009年1月3日のマジョルカ戦の後半途中に復帰し、その10分後にはカンプ・ノウの観客の前で重要な得点を決めて見せた。2009年2月5日、コパ・デル・レイのマヨルカ戦に出場し、公式戦を通じて250試合出場を達成した。ホームでのマラガ戦で再び負傷したが、UEFAチャンピオンズリーグ準々決勝、バイエルン・ミュンヘン戦1stレグで復帰し、4-0で快勝した。2009年5月6日、UEFAチャンピオンズリーグ準決勝、チェルシー戦2ndレグでは、後半ロスタイム3分過ぎにメッシからパスを受け、ペナルティエリア外からアウェーゴール差での勝ち抜けを決める重要な得点を叩き込んだ。バルセロナの枠内シュートはこの1本だけであった。決勝のマンチェスター・ユナイテッド戦ではエトーの先制点をアシストして優勝に貢献したが、試合前に腿を痛めていたにも関わらず無理を押して決勝に出場したことで怪我を悪化させた。この試合後には、ウェイン・ルーニーが「世界のベストプレーヤーはイニエスタ」と表現した。2008-09シーズンのプレーは高く評価され、カンプ・ノウのみならずアウェーゲームでスタンディング・オベーションを受けることもあった ほか、ドン・バロン紙の年間最優秀選手にも選ばれた。

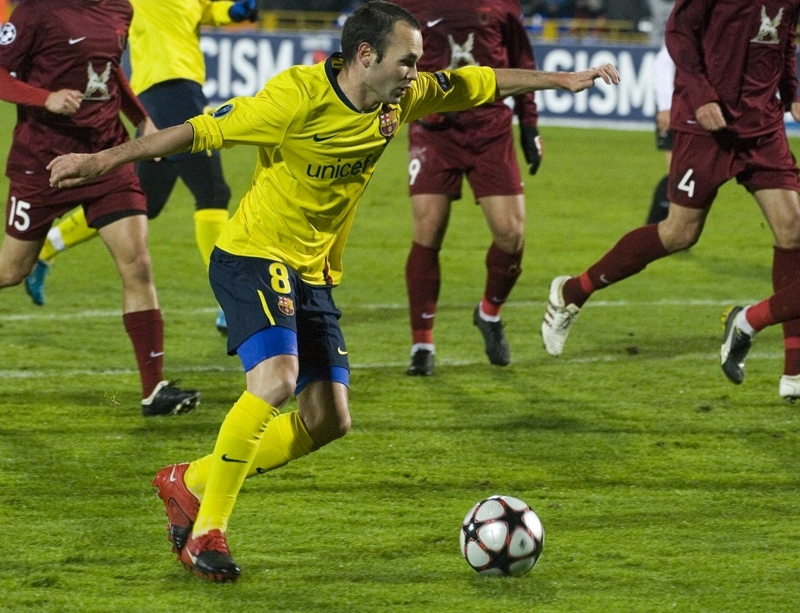
ルビン・カザン戦でのイニエスタ（2009年）

2009年8月8日に親友であるダニエル・ハルケが急逝し、泣き崩れるほど悲しんだ。負傷の影響でプレシーズンのフィットネス・トレーニングには参加できず、頻発する怪我のためにシーズン前半戦は途中出場がほとんどだった。11月27日、クラブとの契約を1年延長して2015年までとし、契約解除金は1億5000万ユーロから2億ユーロに引き上げられた。FIFAクラブワールドカップ2009にも出場し準決勝のアトランテFC戦では相手DF2人の間を通す絶妙なスルーパスでペドロのゴールをアシストした。2009年のFIFA年間最優秀選手賞では134ポイントを獲得して5位に選ばれ、FIFAベストイレブンに選ばれた。同年のバロンドール投票では4位に選ばれた。チームは勝ち点99を獲得してリーグ優勝を果たしたが、練習中に怪我を再発させ、チームより一足早くシーズンを終えた。
2010-11シーズン開幕戦のエスタディオ・エル・サルディネーロでのラシン・サンタンデール戦で30mの距離からロングシュートを決めた。ラシン・サンタンデール戦とエスタディオ・ビセンテ・カルデロンでのアトレティコ・マドリード戦では、2010 FIFAワールドカップ決勝で優勝を決める得点をイニエスタが挙げたことに敬意を表し、アウェーファンから観客総立ちでの拍手を受けた。

#### 2012〜2014
2011-12シーズンの最初の活躍はスーペルコパ・デ・エスパーニャでのレアル・マドリードとの対戦で、2011年8月17日にバルセロナのホームで行われた2ndレグで先制ゴールを決めた。試合はバルセロナが3-2で勝利し、2試合合計5-3で制した。同年10月19日に行われたUEFAチャンピオンズリーグのグループリーグのFCヴィクトリア・プルゼニ戦ではメッシとの華麗なパス交換から先制ゴールを決めた。2012年3月24日に行われたリーガ・エスパニョーラ第30節のRCDマジョルカ戦で2-0で勝利したことにより、出場したリーガ・エスパニョーラでの試合の無敗記録をそれまでの最長だったエミリオ・ブトラゲーニョの50試合を抜いて51試合と更新し、最終的に第35節のレアル・マドリード戦で1-2で敗れるまで、55試合無敗（47勝8分）のリーグ新記録を打ち立てた。同年4月3日に行われたUEFAチャンピオンズリーグの決勝トーナメントの準々決勝ACミラン戦の2ndレグでは後半8分にゴールを挙げ、チームは3-1で勝利し、2試合合計3-1で準決勝に進出した。準決勝のチェルシー戦では2ndレグでゴールを挙げたが、2試合合計2-3でバルセロナの敗退が決まった。この年の活躍でFIFAバロンドールの最終候補3名に選出され、最終的に3位になった。
2012-13シーズン、リーガ・エスパニョーラ第13節のレバンテ戦で1ゴール3アシストを記録し、チームを4-0の勝利に導いた。このシーズンでは最終的にリーグトップの16アシストを記録した。
2013年12月23日、2015年までとなっていたバルセロナとの契約を3年延長し、2018年6月までとする新契約にサインした。

#### ルイス・エンリケ監督時代（2014〜2017）
2014-15シーズンはチーム内での役割の変化により、公式戦2ゴール、8アシストと個人成績では物足りないシーズンとなるも、変わらずチームの主力として活躍。チャンピオンズリーグ決勝のユヴェントス戦ではイヴァン・ラキティッチの先制点をアシストし、UEFAチャンピオンズリーグの決勝戦では最多となる3戦連続アシストを記録。決勝戦ではマン・オブ・ザ・マッチに選出され、これによってFIFAワールドカップ、UEFA欧州選手権と併せ、3つの国際大会の決勝でマン・オブ・ザ・マッチに選ばれた史上初の選手となった。さらにチームはリーガ・エスパニョーラ、コパ・デル・レイ、チャンピオンズリーグの三冠を達成。チャンピオンズリーグの個人優勝回数はクラレンス・セードルフと並んで史上最多の4度目である。
2015-16シーズンはシャビの退団によりキャプテンに就任。2016年11月21日、レアル・マドリードとのエル・クラシコでは1ゴール1アシストを決めて敵地での4-0での大勝に貢献。交代時にはアウェーにも関わらず相手サポーターからスタンディングオベーションが贈られた。
2017年2月19日、リーガ・エスパニョーラ第23節のレガネス戦では通算400試合を達成した。バルセロナで400試合を達成したのはシャビに続いて史上2人目。

#### 2017-18シーズン・退団
2017-18シーズンは新たに監督に就任したエルネスト・バルベルデのプレー時間の管理により、出場した試合では常に好パフォーマンスを披露した。10月5日、バルセロナと契約を延長し、クラブ史上初の生涯契約を結んだことが発表された。
生涯契約を結んだイニエスタだったが、2018年に入り退団報道が過熱。チャンピオンズリーグのチェルシー戦、2ndレグの試合後のインタビューにおいて自身の去就について、「4月末までには決断する」と述べた。2017-18シーズンのチャンピオンズリーグのローマ戦敗退後、記者から「これが最後のCLになるか」と質問され、非常に落胆した様子で「その可能性もある」と答えた。4月14日のバレンシア戦後、自身の去就について既に決断していることを明らかにした。退団が確実視される中で迎えたコパ・デル・レイ決勝、セビージャ戦ではリオネル・メッシのアシストから1ゴールを記録するなど素晴らしいパフォーマンスを見せ、チームの4年連続30回目のコパ・デル・レイ制覇に大きく貢献。交代時には両クラブのサポーターからスタンディングオベーションを受け、ベンチでは涙を浮かべていた。2018年4月27日、会見を開き、同シーズン限りでのバルセロナ退団を発表した。涙ながらに「これがバルサでのラストシーズン」「バルサは僕にすべてを与えてくれた」「さよならを言うのは、本当に本当につらい」などと述べ、クラブやチームメイト、家族、そしてファンに感謝の言葉を述べた。退団発表に際し、チームメイトを始めビジャ、セスク、ペドロ、ダビド・シルバ、フェルナンド・トーレス、カシージャス、セルヒオ・ラモス、フアン・マタ、ネイマール、マスチェラーノ、ジダン、ベッカム、ピルロそして各クラブ(エスパニョール、ビルバオ、エイバル、セビージャ、ラス・パルマス、ビジャレアル、ベティスなど)、ラ・リーガ公式などから称賛や別れを惜しむ言葉が寄せられた。バルセロナで最後の試合であるレアル・ソシエダ戦では、カンプ・ノウは「INFINIT INIESTA」というコレオでイニエスタを迎えた。この試合でも好プレーを披露し、バルセロナの勝利(1-0)に貢献した。試合後にはイニエスタへの感謝を示す大規模なセレモニーが行われ、選手やファンが彼との別れを惜しんだ。セレモニーでは「素晴らしい22年間だった。僕にとって世界最高であるクラブのエンブレムを身に着けてプレーできたのは誇りであり喜びだ。子供の頃ここにやって来て以来、ずっと受け続けてきた愛情とリスペクトに感謝したい。みんなのことは永遠に僕の心の中に残る」と述べた。その後、再び静寂のカンプ・ノウに素足で戻りピッチに腰を下ろし、22年間過ごしたクラブとの別れを人知れず惜しんだ。

### ヴィッセル神戸
2018年5月頃から、複数のメディアがイニエスタのJリーグ・ヴィッセル神戸への移籍の可能性について報道する。5月18日早朝にスポーツ報知が日本の大手メディアで初めて「イニエスタ、神戸入団合意」と報じ、5月23日にはNHKをはじめとする複数の新聞社・放送局が一斉にこのニュースを伝えた。翌5月24日、イニエスタが自身のTwitterとInstagramのアカウントで、楽天会長兼社長およびヴィッセル神戸オーナーの三木谷浩史はTwitterアカウントで神戸移籍を示唆するコメントと共に両者の2ショット写真を投稿。同日午後に記者会見と神戸・バルセロナ両クラブからのリリースで、神戸への移籍が正式に発表された。東京都内で行われた記者会見では、日本入りに同行した三木谷と壇上で抱き合った後、入団契約書にサインを交わした。契約期間は2021年までの契約であるとイニエスタ自身はコメントを残している。
同会見でのフォトセッションにおいて、用意された自身のネームと共に背番号8番が入った神戸のユニフォームを掲げ撮影に臨んでいたが、同背番号は2018シーズンにおいては三田啓貴が既に着用しており、Jリーグの当時の規則ではシーズン中の同一選手の背番号変更が認められていなかった為、三田を移籍させる、あるいは一旦契約解除の手続きをとった上で再度選手登録を行う等の手段を取らない限り、同シーズン中にイニエスタを背番号8番で選手登録するのは不可能であった。翌25日、三木谷が三田が背番号を譲る意思を示した事、それに対しイニエスタが三田に直接電話で感謝の言葉を述べた事をTwitterにて明かした。Jリーグ側もクラブからの相談を受けて規約改定に前向きな姿勢を示していた。30日、Jリーグよりユニフォーム要項の改定が発表され、同一選手のシーズン中の背番号変更が可能となった。これを受けて、同日にイニエスタの背番号決定と三田の背番号変更（8番→7番）がクラブより発表され、バルセロナ時代に引き続き、背番号8を着用することが正式に決定した。

#### 2018年

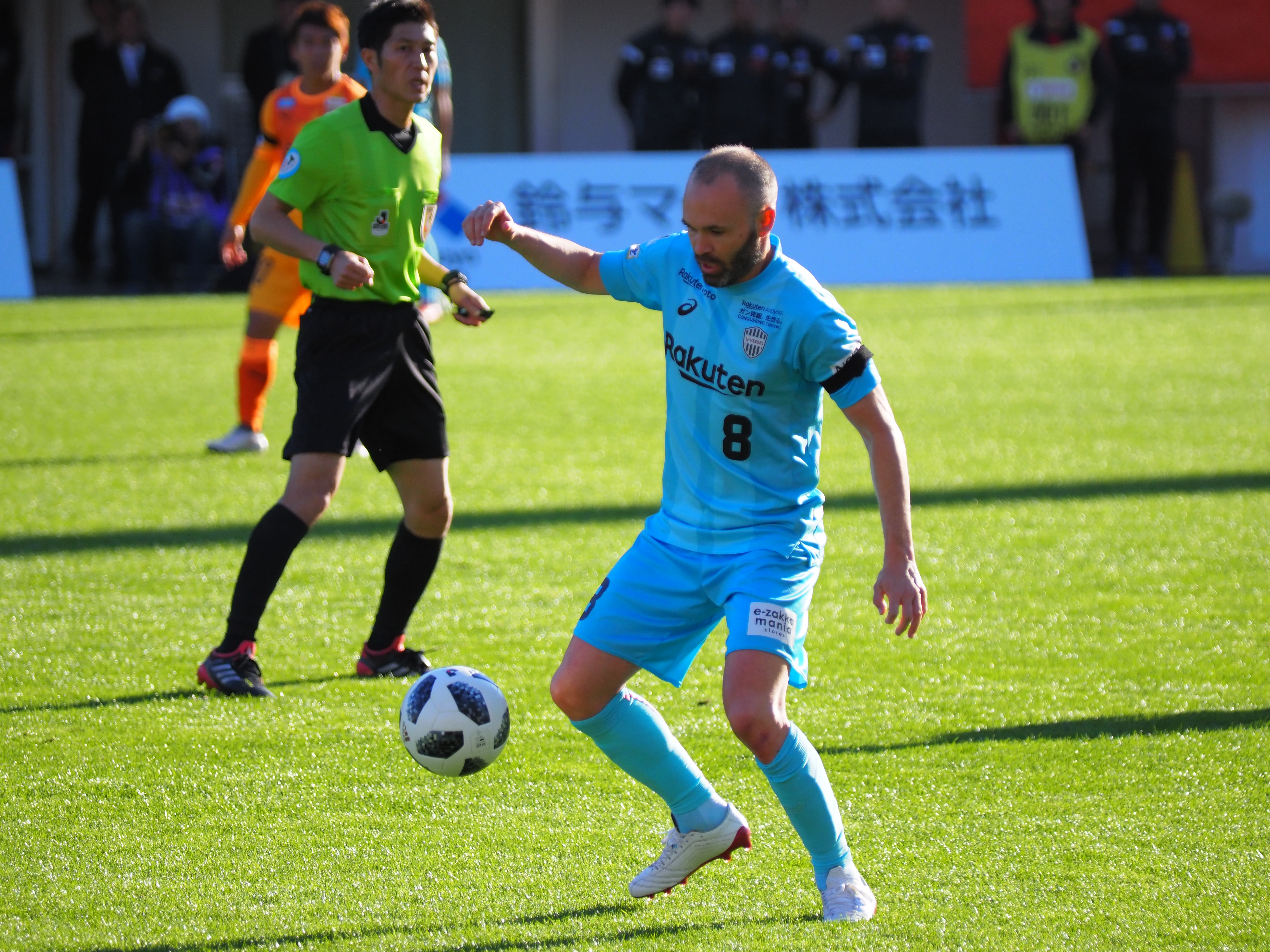
2018年、ヴィッセル神戸にて

7月22日、第17節・湘南ベルマーレ戦の後半13分に渡邉千真との交代によりJリーグ初出場を果たした。Jリーグ2戦目となった柏レイソル戦にスタメン出場した後、7月28日に家族と再来日するためにスペインに一時帰国。その後、行われる予定だったアウェーでのセレッソ大阪戦とFC東京戦の2試合はイニエスタの効果もありチケットが完売。突然の帰国発表だった事もあり、イニエスタ目当てでチケットを買ったファンから不満の声も出て、試合以外でも話題を集める結果となった。なお、イニエスタのチーム合流は、元々7月を予定していなかったが、本人の「1日でも早く神戸に来て、選手と一緒にボールを蹴りたい」という申し出があったため、W杯終了後に休みを削って、前倒しでJリーグデビューを果たしている。イニエスタは予定通り8月5日に家族と再来日している。
Jリーグ3試合目となる8月11日の第21節・ジュビロ磐田戦の前半15分に、中盤のルーカス・ポドルスキからのパスに反応すると、ターンでDF大井健太郎、GKクシシュトフ・カミンスキーを相次いで躱してボールをゴールへと流し込み、Jリーグ初得点をマークした。

#### 2019年

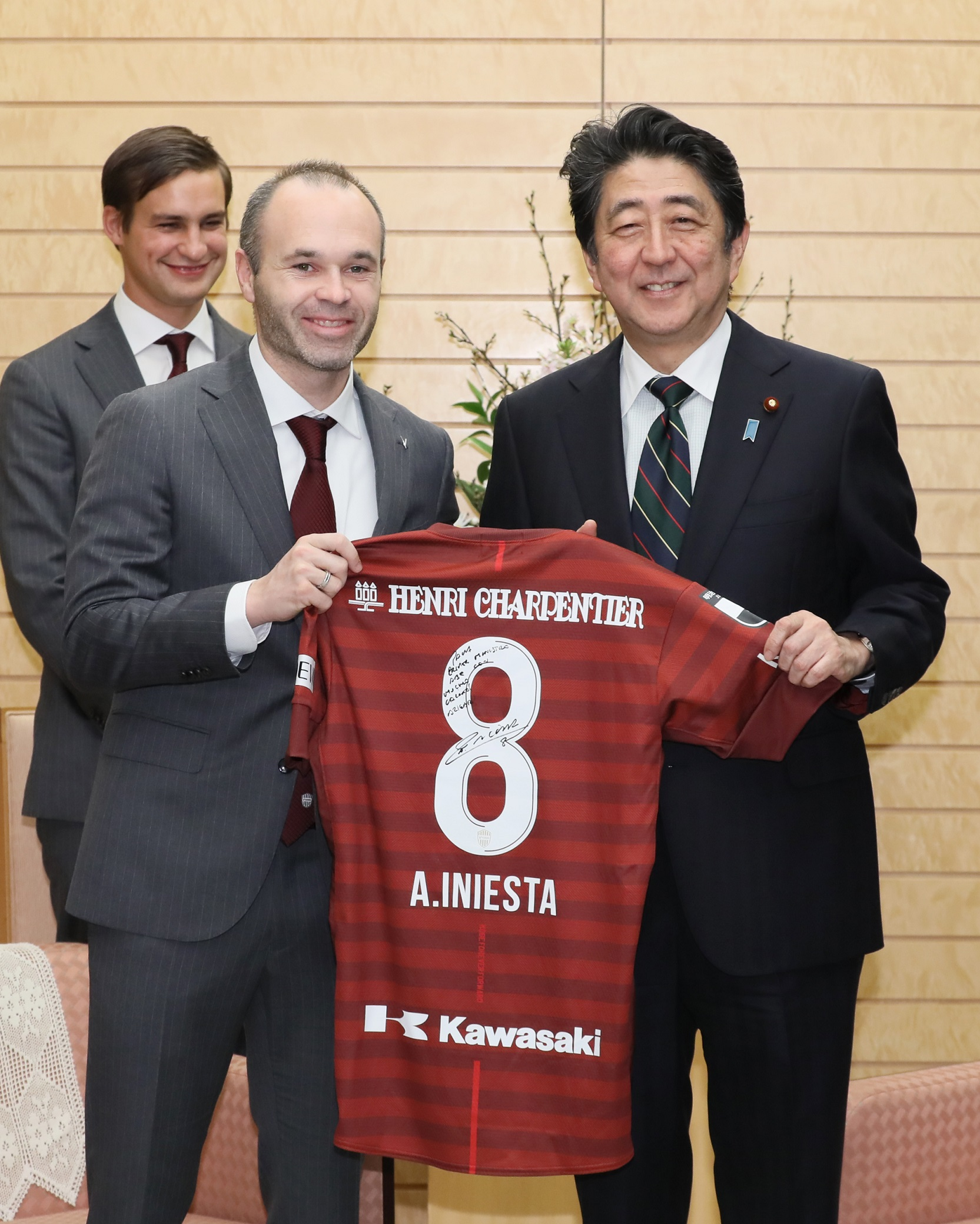
2019年1月、安倍晋三と

2019年4月23日、ポドルスキの後任として神戸のキャプテンに就任した。5月頃からは、下半身の筋肉系の違和感で欠場が続いた。6月15日に行われたFC東京戦で6試合ぶりの先発復帰を果たし、その試合でシーズン初ゴールを決めてチームの勝利に貢献した。第17節の名古屋グランパス戦では移籍後初のリーグ戦複数得点となる2ゴールを決めた。同年にはJリーグベストイレブンに選出された。なお、この年のベストイレブンは、優勝した横浜F・マリノスから4名、準優勝したFC東京から6名が選出され、この2チーム以外に所属する選手はイニエスタのみだった。また、スペイン国籍を有する選手としてJリーグ史上初の受賞となった。
12月21日、天皇杯準決勝、清水エスパルス戦では先制ゴールを決め、更に古橋亨梧のゴールをアシストして決勝進出に貢献すると、翌年1月1日、天皇杯決勝戦でもキャプテンとして先発出場し、クラブ初のタイトル獲得に貢献した。

#### 2020年
2020年2月8日、ゼロックススーパーカップの横浜F・マリノス戦ではドウグラスの先制点をアシスト。チームとして初出場となったAFCチャンピオンズリーグでは、グループリーグ初戦のジョホール・ダルル・タクジムFC戦で2アシストの活躍で勝利に貢献、第3節の広州恒大淘宝足球倶楽部戦では前半に1アシストを決めると、後半には同大会での初ゴールを決め、チームを同大会初出場にして決勝トーナメント進出に導いた。トーナメント1戦目の上海海港足球倶楽部戦でも得点を決めるも怪我で途中交代。準々決勝の水原三星ブルーウィングス戦では、試合に出れるコンディションではなかったが、自ら出場を志願し怪我を押して延長戦から途中出場。試合はPK戦までもつれ込み、第1キッカーとしてPKを成功させ、準決勝進出に貢献。しかし、この試合で怪我を悪化させ、長期離脱の見込みとなった。大会終了後にスペインに帰国して検査した結果、右大腿直筋近位部腱断裂で全治4カ月の重傷と分かり手術する事となった。

#### 2021年
2021年シーズンは前年から続く怪我の影響で欠場が続いていたが、5月1日に行われたJ1第12節のサンフレッチェ広島戦にて途中出場で復帰を果たした。自身の誕生日である5月11日に記者会見を開き、神戸と2年間の契約延長を発表した。この会見で「現役生活をここで最後まで続けたい。選手としてだけでなく、常に関わり続けたい」と神戸で引退する意思を示し、引退後もクラブの発展に貢献したいと話した。また、神戸オーナーの三木谷が「（コロナ禍で）経済的にも大変厳しい状況にある中、かなり歩み寄りをしていただいた」と説明。推定年俸32億5000万円から約4割の大減俸、推定20億円で更改したとみられている。6月13日、ルヴァンカッププレーオフ第2戦の浦和戦で強烈な弾道のFKでシーズン初ゴールを決めたが、試合は2-2で引き分け、準々決勝には進出出来なかった。10月にはリーグ戦3試合3得点1アシストを記録し、J1リーグ月間MVPに選出された。この年チームはACL圏内で神戸のJ1最高順位となるリーグ3位で終え、自身も3年連続でJリーグ優秀選手賞、Jリーグでは2度目となるベストイレブンに選出された。

#### 2022年
3月6日に行われたJ1第3節のサンフレッチェ広島戦でチームメイト山口蛍の折り返しに右足で合わせシーズン初ゴールを挙げた。3月15日に行われたAFCチャンピオンズリーグプレーオフステージ・メルボルン・ビクトリーFC戦では延長を含む115分間プレーし、先制点を挙げて本戦進出に貢献した。4月10日に行われたJ1第8節セレッソ大阪戦では前半45分のみで交代。この交代について、ミゲル・アンヘル・ロティーナ監督は「本人から交代を要求された。疲れを感じており、感覚がよくなかった」と説明した。その後集中開催されたACLのグループステージを欠場したが、5月14日に行われた第13節のサガン鳥栖戦で1ゴール1アシストを決め、チームはリーグ戦初勝利を挙げた。リーグ中断期間の7月17日に、家庭の事情により一時帰国。30日の柏レイソル戦に出場を見込んでいたものの、再来日が遅れたため欠場した。8月1日に再来日し、3日に行われたルヴァンカップ準々決勝第1戦のアビスパ福岡戦に後半15分から出場。8月6日のJ1第24節のセレッソ大阪戦ではフル出場した。8月18日に行われたACLラウンド16の横浜F・マリノス戦ではベンチ入りしたものの出場機会なく試合を終えたことについて、吉田孝行監督は試合後の会見で「試合に出られる状況ではあったが、試合展開で今日の出番はなかった」と説明した が、8月6日のリーグ戦を最後に怪我のため戦列を離れた。10月11日に、吉田孝行は取材に対し「月末の試合で順調にいけば戻ってくる」と話し、シーズン中の復帰の見通しを明らかにした。10月29日に行われたJ1第33節の川崎フロンターレ戦後半29分に途中出場。8月6日のセレッソ大阪戦以来、約3ヶ月ぶりの出場となった。11月5日に行われたJ1第34節の横浜F・マリノス戦後のファイナルセレモニーで「目標としてきたことに対して、今シーズンは戦う事が出来なかった。その点に関しては選手含め全員に責任があると思っています。今年の経験は来シーズンに同じ過ちを犯さないために学んでいかなければいけない」とチームを代表して挨拶を行った。同日、永井秀樹SDより契約を残す2023年シーズンのクラブへの残留が明言された。

#### 2023年
契約最終年となるシーズンは、足を痛めて2月からメンバー外が続いた。その期間中に夫人の出産立会いで3月に一時帰国し、同月14日にチームに再合流した。3月26日に行われたルヴァンカップ第2節の横浜FC戦でシーズン初出場を果たした。しかし、昨シーズン終盤からのイニエスタ離脱中の戦術が確立されたこともあり、メンバー入りする試合でも出場機会が来ず、メンバーから外れることもあった。そうした中で5月に入り、一部メディアからクラブを退団するのではないかという報道もなされた。6月6日に国立競技場で古巣FCバルセロナとのクラブ親善試合を行うとの決定があり退団や現役引退などSNSで話題となった。5月25日、公式サイトよりイニエスタに関する会見が行われることが発表され、会見で7月1日開催のJ1第19節の北海道コンサドーレ札幌戦を最後にクラブを退団することを発表した。会見では「ずっとここで引退する姿を想像してきた。だが物事は希望通りいかないもの。まだまだプレーを続けたい思いはあります。数カ月間も激しいトレーニングを重ね、チームに貢献するための準備はできている感覚でやってきた。しかしそれぞれの歩む道が分かれ始め、監督の優先順位も違うところにあると感じ始めました。それが自分に与えられた現実であり、リスペクトをもって現実を受け入れた」「5年前、FCバルセロナをやめて、家族とともにわが家から遠く離れた地で新たな冒険を始めるという人生の中で最も重要な決断の一つをした。スペインの外での初めての生活。思い返すと大きな喜びと誇りが湧き上がる最高の決断だった」とコメントした。
神戸でのラストマッチとなった7月1日の北海道コンサドーレ札幌戦は、イニエスタ効果もありチケットは完売。満員のスタジアムでシーズン初スタメンで試合に出場。キャプテンマークを巻いて57分間プレーした。試合終了後に退団セレモニーが行われ、「私たちはまた日本に戻ってきますし、ここは自分たちにとって我が家のようなところです」と言葉を残してチームを離れた。
イニエスタ退団後の同年11月25日に神戸がリーグ初優勝を達成。試合後の優勝セレモニーでは、動画でお祝いメッセージを送った。

### エミレーツ・クラブ
2023年8月9日、UAE1部のエミレーツ・クラブに移籍したことを発表した。背番号はFCバルセロナ・ヴィッセル神戸時代と同じ「８」。
2024月6月1日に行われた最終節アル・バテー戦で2－3の敗戦。未消化のアル・アイン戦を残しているものの、残留圏の12位ホール・ファカンを逆転することが不可能となり、エミレーツ・クラブは2部降格が決まった。イニエスタにとっては初の降格経験となった。

### 現役引退
2024年10月8日、現役を引退する事を発表した。

## 代表経歴
世代別代表スペイン世代別代表に初めて選ばれたのは2001年で、同年のUEFA U-16欧州選手権と翌年のUEFA U-19欧州選手権で優勝を果たした。2003年にアラブ首長国連邦で行われたFIFAワールドユース選手権ではDFセルヒオ・ラモスやFWセルヒオ・ガルシアとともにプレーし、準優勝に貢献するとともにベストイレブンに選ばれた。U-21スペイン代表ではしばしばキャプテンも務めた。

### A代表

#### 2006 FIFAワールドカップ
2006年5月15日に発表された2006 FIFAワールドカップに出場するスペイン代表への選出は驚きをもって受け止められた。メンバー発表後の5月27日に行われたロシアとの親善試合の後半に途中出場してスペインA代表デビューを果たした。本大会では、グループリーグ突破が決まった後の3戦目のみに出場した。2006-07シーズンに代表のレギュラーポジションを獲得し、2007年2月7日、イングランド戦で63分に遠めの位置から放ったミドルシュートが代表初得点となった。

#### UEFA EURO 2008
UEFA EURO 2008予選ではチームの中心的な役割を担い、シャビ、セスク・ファブレガス、MFダビド・シルバと組んだ中盤の4人はCuatro Jugones（クアトロ・フゴーネス、4人の創造者たち）とメディアに名づけられた。スウェーデン戦で1得点1アシストと大活躍し、アイスランド戦では終了間際にゴールを決めて本選出場の望みをつないだ。予選では主に中盤でプレーしたが、デンマーク戦に代表されるように左ウイングで起用されることもあった。
オーストリアとスイスで共催されたEURO本大会直前に食中毒を患って胃炎に悩まされ、グループリーグではコンディション不良からボールを失うこともたびたびあったが、控え選手にポジションは譲らなかった。グループリーグの初戦のスウェーデン戦と2戦目のロシア戦に出場し、ロシア戦ではFWダビド・ビジャの2点目をアシストする重要なパスを通した。3戦目のギリシャ戦は控え選手主体でチームを組んだため、イニエスタは出場しなかった。準々決勝のイタリア戦はPK戦の末に勝利したが、イニエスタはその前にベンチに下がっており、PKを蹴ることはなかった。準決勝のロシア戦にはフル出場し、決勝点を決めたシャビに質の高いクロスを放ち、技術委員会によるマン・オブ・ザ・マッチに選ばれた。決勝のドイツ戦もフル出場し、1-0で勝利して44年ぶりの優勝を果たした。同じ中盤のシャビやMFマルコス・セナなど6人のチームメイトとともに大会ベストイレブンに選定された。

#### 2010 FIFAワールドカップ
2009年のFIFAコンフェデレーションズカップ2009は腿の筋肉の負傷により出場を逃した。2010 FIFAワールドカップ欧州予選には6試合しか出場していないが、2009年10月10日のアルメニア戦で復帰し、2010年5月、2010 FIFAワールドカップ本大会に出場する23人に選ばれた。大会前の親善試合ポーランド戦では自ら交代を申し出たため足首の状態が心配されたが、グループリーグ第1戦のスイス戦には先発出場した。3戦目のチリ戦ではこの大会の節目となる100ゴール目を決め、マン・オブ・ザ・マッチに選出された。決勝のオランダ戦は0-0で延長戦に突入したが、延長後半11分に決勝ゴールを挙げ、ゴール後にはユニフォームを脱いでアンダーウェアに手書きした"DANI JARQUE SIEMPRE CON NOSOTROS"（ダニ・ハルケ、いつも僕らとともに）というメッセージを晒して（この行為は規定によりこの行為後にイエローカードを受けている）、2009年8月に心臓発作で急死した親友ダニエル・ハルケに優勝を捧げた。このアンダーウェアは同年11月にRCDエスパニョールの本拠地エスタディオ・コルネリャ＝エル・プラットに寄贈された。イニエスタはこのアンダーウェアが寄贈される際に「このシャツはここにあるべきものだ。あの得点と共に、ハルケも人々の心に残り続けるだろう」と語った。 決勝のマン・オブ・ザ・マッチに選ばれ、スペインは初優勝を果たした。また大会の最優秀選手賞にノミネートされた。

#### UEFA EURO 2012
ウクライナとポーランドで開催された第14回目のUEFA欧州選手権でもチームの主力として活躍。イタリアとの決勝を含む3試合でマン・オブ・ザマッチに選ばれる活躍を見せ、スペイン代表を2大会連続3回目の優勝に導いた。大会MVPに輝き、「この規格外の世代の一員でいられることを誇りに思う。トリプル制覇という歴史的な記録を達成できたことが僕にとって最高の栄誉だ」と述べた。

#### 2013 FIFAコンフェデレーションズカップ
スペイン代表は決勝でブラジルに敗れ準優勝に終わるものの、イニエスタはシルバーボールを獲得した。

#### 2014 FIFAワールドカップ
この大会でもグループリーグ全3試合にスタメンとして出場したが、チームは第一戦(対オランダ 1-5)、第二戦(対チリ 0-2)と敗戦。第三戦(対オーストリア 3-0)を待たずして早々に敗退が決まった。まさかのグループリーグ敗退であり、母国メディアや母国ファンから痛烈な批判が寄せられた。イニエスタはメディアによるスタメン選手評価で星一つを獲得、残りの10人は評価不能という散々なものであった。

#### UEFA EURO 2016
グループリーグ第一戦のチェコ戦でピケのゴールをアシストし、勝利に貢献。第三戦、クロアチアに敗れるもののグループリーグ2位で決勝トーナメントへ駒を進めた。しかしラウンド16で前回大会で4-0と勝利していたイタリアと対戦するも敗戦(0-2)、史上初のEURO3連覇はならなかった。

#### 2018 FIFAワールドカップ
2018 FIFAワールドカップでもグループリーグ3試合で先発出場したが、スペイン国内からは低調なパフォーマンスとの批判の声もあり、決勝トーナメント1回戦のロシア戦では先発から外れた。後半22分から途中出場したロシア戦にPK戦で敗れた試合後に代表引退を発表した。

## プレースタイル
ジョゼップ・グアルディオラ、イバン・デ・ラ・ペーニャ、シャビ・エルナンデスなど他のFCバルセロナ出身選手のように、創造性豊かなパス能力を持ち、洞察力、卓越したボールコントロール技術、プレーの流れを読む能力に優れている。
ラ・マシアの監督であったアルベルト・ベナイジェスは「彼はサッカー選手に必要なセンスの全てを兼ね備えている。特に優れているのは考えるスピード。また、ドリブルしながら相手をかわすことにかけては世界一だと思う。身体の接触があるプレーは基本的にダメだよ」と語った。元スペイン代表監督のビセンテ・デル・ボスケは「完璧な選手だ。攻撃も守備もでき、得点することだってできる」と表現している。FCバルセロナで彼を指導した経験のあるフランク・ライカールトは、「私は彼をウイング、セントラル・ミッドフィールダー、守備的ミッドフィールダー、ストライカーのすぐ後ろでプレーさせたことがあるが、どこでプレーさせても並はずれていた」と語っている。
スポーツライターの西部謙司は、「シンプルな最適解を叩き出せる達人」「（一つ一つのプレーにおいて）無理も無駄もない」「その判断や一挙手一投がサッカーと矛盾しない」ことから、「イニエスタはフットボールそのものである」と述べている。
遠藤保仁は「イニエスタのプレーについて感じるのは、攻撃に関わるプレーの質の高さですね。もちろん、パスの精度は言うまでもない。ボールをもらうときのタイミングとか、受ける場所とか、常に次のプレーをしやすいように考えてます。」「あとは動き出しの質が高い。僕とは違うタイプのパサーですが、見ていて感じるのは、次の人がプレーしやすいパスを出しています。スルーパスのアイディアもさまざま。時には敵だけでなく、味方でさえだまされます。パスの能力は、本当に高い。バルセロナの考え方をプレーで体現してきた選手ですから。」「パスだけでなく、ドリブルという選択肢を持っているのも強み。ドリブルでも緩急をつけてきます。パスばかり注目されがちですが、ゴールに至る過程の中でいろいろなプレーができる。」「パサーがあのようなドリブルを持っているメリットは、相手のプレスを一度はがせること。あのドリブルがあることで相手は後手に回るし、そのプレーで更に多くのスペースが生まれます。ドリブルで一人はがせる選手がいると、チームにとっては大きいんですよ。」と語る。
中村憲剛は「一番見てほしいプレーはトラップですね。ボールを止める技術。パススピードもすごいけれど、彼がボールを止めて蹴るだけで、ゲームのリズムやサッカーの質が上がるんです」「イニエスタのトラップというのは走っていて、そのまま足にくっついているかのよう。トラップをするので走っているのではなく、ボールがイニエスタのほうにくっついてくる。だからトップスピードのまま、ボールを扱えているのでしょうね。減速もしないし、慌てないから加速もしない。本当に無駄がないし、ボールと体が一体化されている」「もしかしたら、あのトラップはどんなプレーよりも体得するのが難しい技術かもしれないですね。彼の真骨頂だと思います。」「あとは攻撃の緩急のつけ方、メリハリですね。崩しにいくときと、いかないときの判断の仕方もそう。いかないときの判断の仕方もそう。いくと決めたときのゴール前への入り方や、崩しのアイディアのところ。自分だけではなく、味方を使ったり、人と絡んだりしながら入っていくセンスは抜群です。パスを出して動くとか、出して寄るとか、それでワンタッチ、ツータッチで崩していく。」と語る。
柏木陽介は「一番すごいと思うのは、トラップの置きどころが良いことです。自分がやりたい次のプレーをするための最適な場所に、常にボールを置くことができる選手だと感じます。」『相手とマッチアップしたとき、抜き去るドリブルに一瞬の速さがある。相手をかわすタイミングが速いから、トラップと同時にボールを持ち出して、「ここに行きたい」というスペースに入り込めます。あの速さは相当なレベルだし、相手との駆け引きのうまさも感じます。」「イニエスタは周りを見ていないようで、しっかり見えていて、味方に正確なパスを出せる。空間認知能力が優れているんだと思います。」と語る。

## 人物
- かつてはうつ病に苦しんでいた[149]。「私がうつ病であることを公にしてから、多くの人たちが怖がらずに「自分もうつ病だ」と告白するようになったと聞きました。私が自分の経験を語ることによって、多くの人が自分の問題を解決しようと一歩踏み出し、専門家を訪ねるようになったことはうれしい限りです。内面よりも見せ方にこだわるにようになった社会で、人生は目に見えるものだけではない。誰にでも起こりうる問題を克服するためには、勇気と寛大さが必要です。人はそれぞれ自分のなかで生きている」と話した[149]。
- スペインのメディアからはDon Andrés（ドン・アンドレス[nb 2]）と呼ばれることが多いが[150]、その他にもEl Ilusionista（エル・イルシオニスタ、手品師）[151]、El Cerebro（エル・セレブロ、頭脳）[151]、El Caballero Pálido（エル・カバジェロ・パリド、青白い騎士）[151] など様々な愛称を持っている。
- 幼少期からの憧れの選手はかつて同じFCバルセロナ、ヴィッセル神戸に在籍したミカエル・ラウドルップで[152]、自身が過去のインタビューで、「ほんのわずかでもいいから一緒にプレーできたらよかったのに」と語っていた[153]。また子供の頃からそのプレーを模範とし真似してきたと話した[154]。またラウドルップがプレーしていたことから、ヴィッセル神戸というチームを以前から知っていたとも話した[155]。
- 2008年以来、スポーツジャーナリストのアンナ・オルティスと交際していた[156]。2010年9月には彼女の妊娠が明らかになり[157]、2011年4月に長女が誕生してすぐの試合（UEFAチャンピオンズリーグ準々決勝FCシャフタール・ドネツク戦1stレグ）では得点を娘に捧げた[158]。2012年7月7日にそのアンナと結婚式を挙げ[159]、2013年10月には夫人のTwitterで第二子の妊娠が発表されたが、2014年3月に流産した[160]。
- 2011年頃から資金難に陥っている故郷アルバセテのアルバセテ・バロンピエに投資を続けており、現在は筆頭株主である。同クラブは2012-13シーズン終了時に選手給与の24万ユーロを支払えず、罰則規定により降格危機に陥っていたが、イニエスタが個人資産で全額を肩代わりし、チームを降格から救った[161]。
- 「ピッチの内外で模範であり続ける存在」と称されており、FCバルセロナで彼を指導した経験のあるルイス・エンリケは、「イニエスタは世界遺産だ」と高く評価している[162]。また2017-18シーズンにイニエスタを指導したエルネスト・バルベルデも「彼はとても難しいことをいとも簡単にやってのけてしまう。彼と一緒に働くことができたのは私の特権だ。私は本当に幸運だった」と述べた[163]。
- RCDエスパニョールのホームスタジアムであるエスタディ・コルネリャ＝エル・プラットや、レアルマドリードのホームスタジアムのエスタディオサンチャゴ・ベルナベウでライバルチームの選手にも関わらず、スタンディングオベーションを浴びた。特にエスタディ・コルネリャ＝エル・プラットで受けたスタンディングオベーションは、イニエスタが亡き親友、ダニ・ハルケに送ったアクションへの感謝の意であった。
- バロンドールを運営する『フランス・フットボール』誌はイニエスタにバロンドールを授与できなかったことについて謝罪した[164]。
- 2019年6月、アメリカの経済誌フォーブスは2019年版の世界のアスリートの年収を公表した[165]。イニエスタの年収は3250万ドルであり、世界のスポーツ選手で46位にランクインした。
- ダニ・ハルケとはユース代表時代からの仲であり、家族ぐるみでの付き合いもあり、イニエスタは代表で共にプレーすることを夢見ていた。2009年8月8日のハルケの急逝は、ハルケがエスパニョールで急成長を見せ、A代表入り間近とも言われていた矢先の出来事であった[166]。約1年後の2010FIFAワールド・カップ決勝で決勝ゴールを決めたイニエスタは、ハルケへのメッセージが書かれたシャツをあらわにし、ハルケにこのゴールを捧げた。この行為は世界中のサッカーファンの感動や涙を誘い、ダニ・ハルケの名が彼らの心に刻まれることとなった。イニエスタが所属するバルセロナとはライバルクラブであるエスパニョールの選手やサポーターもこの行為に深く感動し、「涙が止まらなかった」「あの舞台で彼を思い出させてくれて嬉しかった」などと語った[167]。エスパニョールのホームスタジアムには「GRACIAS INIESTA」の文字が掲げられ、これ以降イニエスタはこのスタジアムを含む様々なスタジアムでスタンディングオベーションを受けている。バルセロナ退団発表後、エスパニョールのホームゲームにおいてダニ・ハルケの背番号21とともに「ありがとう、イニエスタ。何よりも友人でいてくれて」(GRACIAS 21NIESTA POR SER ANTE TODO AMIGO)というバナーが掲げられた[168]。
- 故郷ラ・マンチャ地方・フエンテアルビージャでは祖父の代からワイン用ブドウ造りを手掛けており、現在では総畑面積約300ヘクタールを所有し、2010年からは自らのワインブランド『ボデガ・イニエスタ』をリリースした。2010年FIFAワールドカップ決勝で試合開始116分（延長後半11分）に決勝ゴールを決め、スペインを初優勝に導いたのを記念したワイン「ミヌートス116」のラベルにはシュートを放つ瞬間のイニエスタのイラストで描かれている。ヴィッセル神戸はイニエスタと契約で合意に至った際、ワイン販売のプロモーション協力も約束したとされ[169]、輸入元の日本リカーによると2018年5月に開いた入団会見直前の5日間で通常の1年分が売れたという。また神戸移籍後にはチームメイト全員にボデガ・イニエスタのワインをプレゼントした[170][171]。
- 2019年にスニーカーブランド「MIKAKUS（ミカクス）」を友人と共にスペインで立ち上げ、プロデューサーおよびアンバサダーとして関わっている。さらに2022には自らが企画・プロデュースを務めたスポーツ用品ブランド「Capitten（キャプテン）」を立ち上げ、井上晋平との共同プロデュースによるサッカーシューズを開発した。サッカー選手が自ら起業してブランドを立ち上げ、シューズを開発したのは世界初という。
- 2021年7月1日にアスリートによるオンライントークや、限定動画、スポーツとビジネスの応用、セミナーや、参加型リアルイベントなどの提供を行う会員制オンラインクラブ「ALLSTARS CLUB」を立ち上げた[172]。

## 個人成績
| シーズン | クラブ             | リーグ        | 背番号 | リーグ戦 | リーグ戦 | カップ戦 | カップ戦 | リーグ杯 | リーグ杯 | UEFA/AFC | UEFA/AFC | その他 | その他 | 合計 | 合計 |
| シーズン | クラブ             | リーグ        | 背番号 | 出場     | 得点     | 出場     | 得点     | 出場     | 得点     | 出場     | 得点     | 出場   | 得点   | 出場 | 得点 |
| -------- | ------------------ | ------------- | ------ | -------- | -------- | -------- | -------- | -------- | -------- | -------- | -------- | ------ | ------ | ---- | ---- |
| 2002–03  | FCバルセロナ       | プリメーラ    | 24     | 6        | 0        | 0        | 0        | –        | –        | 3        | 0        | –      | –      | 9    | 0    |
| 2003-04  | FCバルセロナ       | プリメーラ    | 24     | 11       | 1        | 3        | 1        | –        | –        | 3        | 0        | –      | –      | 17   | 2    |
| 2004-05  | FCバルセロナ       | プリメーラ    | 24     | 37       | 2        | 1        | 0        | –        | –        | 8        | 0        | –      | –      | 46   | 2    |
| 2005-06  | FCバルセロナ       | プリメーラ    | 24     | 33       | 0        | 4        | 0        | –        | –        | 11       | 1        | 1      | 0      | 49   | 1    |
| 2006-07  | FCバルセロナ       | プリメーラ    | 24     | 37       | 6        | 6        | 1        | –        | –        | 9        | 2        | 4      | 0      | 56   | 9    |
| 2007-08  | FCバルセロナ       | プリメーラ    | 8      | 31       | 3        | 7        | 0        | –        | –        | 11       | 1        | –      | –      | 49   | 4    |
| 2008-09  | FCバルセロナ       | プリメーラ    | 8      | 26       | 4        | 6        | 0        | –        | –        | 11       | 1        | –      | –      | 43   | 5    |
| 2009-10  | FCバルセロナ       | プリメーラ    | 8      | 29       | 1        | 3        | 0        | –        | –        | 9        | 0        | 1      | 0      | 42   | 1    |
| 2010-11  | FCバルセロナ       | プリメーラ    | 8      | 34       | 8        | 5        | 0        | –        | –        | 10       | 1        | 1      | 0      | 50   | 9    |
| 2011-12  | FCバルセロナ       | プリメーラ    | 8      | 27       | 2        | 6        | 2        | –        | –        | 9        | 3        | 4      | 1      | 46   | 8    |
| 2012-13  | FCバルセロナ       | プリメーラ    | 8      | 31       | 3        | 5        | 2        | –        | –        | 10       | 1        | 2      | 0      | 48   | 6    |
| 2013–14  | FCバルセロナ       | プリメーラ    | 8      | 35       | 3        | 6        | 0        | –        | –        | 9        | 0        | 2      | 0      | 52   | 3    |
| 2014–15  | FCバルセロナ       | プリメーラ    | 8      | 24       | 0        | 7        | 3        | –        | –        | 11       | 0        | –      | –      | 42   | 3    |
| 2015–16  | FCバルセロナ       | プリメーラ    | 8      | 28       | 1        | 4        | 0        | –        | –        | 8        | 0        | 5      | 0      | 44   | 1    |
| 2016–17  | FCバルセロナ       | プリメーラ    | 8      | 23       | 0        | 5        | 0        | –        | –        | 8        | 1        | 1      | 0      | 47   | 2    |
| 2017–18  | FCバルセロナ       | プリメーラ    | 8      | 30       | 1        | 5        | 1        | –        | –        | 8        | 0        | 1      | 0      | 44   | 2    |
| 小計     | 小計               | 小計          | 小計   | 442      | 35       | 73       | 10       | –        | –        | 135      | 11       | 24     | 1      | 674  | 57   |
| 2018     | ヴィッセル神戸     | J1            | 8      | 14       | 3        | 1        | 0        | –        | –        | –        | –        | –      | –      | 15   | 3    |
| 2019     | ヴィッセル神戸     | J1            | 8      | 23       | 6        | 2        | 1        | 1        | 0        | –        | –        | –      | –      | 25   | 7    |
| 2020     | ヴィッセル神戸     | J1            | 8      | 26       | 4        | –        | –        | 1        | 0        | 6        | 2        | 1      | 0      | 34   | 6    |
| 2021     | ヴィッセル神戸     | J1            | 8      | 23       | 6        | 0        | 0        | 4        | 1        | –        | –        | –      | –      | 27   | 7    |
| 2022     | ヴィッセル神戸     | J1            | 8      | 24       | 2        | 1        | 0        | 1        | 0        | 1        | 1        | –      | –      | 27   | 3    |
| 2023     | ヴィッセル神戸     | J1            | 8      | 4        | 0        | 0        | 0        | 2        | 0        | –        | –        | –      | –      | 6    | 0    |
| 小計     | 小計               | 小計          | 小計   | 114      | 21       | 4        | 1        | 9        | 1        | 7        | 3        | 1      | 0      | 135  | 26   |
| 2023-24  | エミレーツ・クラブ | UAEプロリーグ | 8      | 20       | 5        | 1        | 0        | 2        | 0        | –        | –        | –      | –      | 23   | 5    |
| 通算     | 通算               | 通算          | 通算   | 576      | 66       | 78       | 11       | 11       | 1        | 142      | 14       | 25     | 1      | 832  | 88   |

- Jリーグ初出場 - 2018年7月22日 J1第17節 湘南ベルマーレ戦（ノエビアスタジアム神戸）
  - 初得点 - 2018年8月11日 J1第21節 ジュビロ磐田戦（ノエビアスタジアム神戸）

### 代表歴

#### 出場大会
- スペイン代表
  - 2001年 - 2001 FIFA U-17世界選手権 (グループリーグ敗退)
  - 2003年 - 2003 FIFAワールドユース選手権 (準優勝)
  - 2006年 - 2006 FIFAワールドカップ (ベスト16)
  - 2008年 - UEFA EURO 2008 (優勝)
  - 2010年 - 2010 FIFAワールドカップ (優勝)
  - 2012年 - UEFA EURO 2012 (優勝)
  - 2013年 - FIFAコンフェデレーションズカップ2013 (準優勝)
  - 2014年 - 2014 FIFAワールドカップ (グループリーグ敗退)
  - 2016年 - UEFA EURO 2016 (ベスト16)
  - 2018年 - 2018 FIFAワールドカップ (ベスト16)

#### 試合数
- 国際Aマッチ 131試合 13得点（2006年-2018年）[173]

| スペイン代表 | 国際Aマッチ | 国際Aマッチ |
| 年           | 出場        | 得点        |
| ------------ | ----------- | ----------- |
| 2006         | 8           | 0           |
| 2007         | 12          | 4           |
| 2008         | 14          | 1           |
| 2009         | 5           | 0           |
| 2010         | 15          | 3           |
| 2011         | 9           | 1           |
| 2012         | 14          | 1           |
| 2013         | 17          | 0           |
| 2014         | 8           | 1           |
| 2015         | 5           | 1           |
| 2016         | 8           | 0           |
| 2017         | 8           | 1           |
| 2018         | 8           | 0           |
| 通算         | 131         | 13          |

#### ゴール
| #   | 開催年月日     | 開催地               | 対戦国         | スコア | 結果 | 試合概要                        |
| --- | -------------- | -------------------- | -------------- | ------ | ---- | ------------------------------- |
| 1.  | 2007年2月7日   | マンチェスター       | イングランド   | 0-1    | 0-1  | 親善試合                        |
| 2.  | 2007年3月28日  | パルマ・デ・マヨルカ | アイスランド   | 1-0    | 1-0  | UEFA EURO 2008予選              |
| 3.  | 2007年9月8日   | レイキャヴィーク     | アイスランド   | 1-1    | 1-1  | UEFA EURO 2008予選              |
| 4.  | 2007年11月17日 | マドリード           | スウェーデン   | 2-0    | 3-0  | UEFA EURO 2008予選              |
| 5.  | 2008年10月15日 | ブリュッセル         | ベルギー       | 1-1    | 1-2  | 2010 FIFAワールドカップ欧州予選 |
| 6.  | 2010年6月25日  | プレトリア           | チリ           | 0-2    | 1-2  | 2010 FIFAワールドカップ         |
| 7.  | 2010年7月11日  | ヨハネスブルク       | オランダ       | 0-1    | 0-1  | 2010 FIFAワールドカップ         |
| 8.  | 2010年10月12日 | グラスゴー           | スコットランド | 0-2    | 2-3  | UEFA EURO 2012予選              |
| 9.  | 2011年9月2日   | ジュネーヴ           | チリ           | 1-2    | 3-2  | UEFA EURO 2012予選              |
| 10. | 2012年2月29日  | マラガ               | ベネズエラ     | 1-0    | 5-0  | 親善試合                        |
| 11. | 2014年5月30日  | セビリア             | ボリビア       | 2-0    | 2-0  | 親善試合                        |
| 12. | 2015年9月3日   | オビエド             | スロバキア     | 2-0    | 2-0  | UEFA EURO 2016予選              |
| 13. | 2017年11月11日 | マラガ               | コスタリカ     | 5-0    | 5-0  | 親善試合                        |

## タイトル

### クラブ
FCバルセロナ
- プリメーラ・ディビシオン：9回 (2004-05, 2005-06, 2008-09, 2009-10, 2010-11, 2012-13, 2014-15, 2015-16, 2017-18)
- コパ・デル・レイ：6回 (2008-09, 2011-12, 2014-15, 2015-16, 2016-17, 2017-18)
- スーペルコパ・デ・エスパーニャ：8回 (2005, 2006, 2009, 2010, 2011, 2013, 2016)
- UEFAチャンピオンズリーグ：4回 (2005-06, 2008-09, 2010-11, 2014-15)
- UEFAスーパーカップ：3回 (2009, 2011, 2015)
- FIFAクラブワールドカップ：3回 (2009, 2011, 2015)

ヴィッセル神戸
- 天皇杯 JFA 全日本サッカー選手権大会：1回 (2019)
- FUJI XEROX SUPER CUP：1回 (2020)

### 代表
U-16スペイン代表
- UEFA U-16欧州選手権：1回 (2001)

U-19スペイン代表
- UEFA U-19欧州選手権：1回 (2002)

スペインA代表
- UEFA欧州選手権：2回 (2008, 2012)
- FIFAワールドカップ：1回 (2010)

### 個人
- UEFA欧州最優秀選手賞：1回 (2012)
- UEFA欧州選手権大会最優秀選手：1回 (2012)
- UEFA欧州選手権ベストイレブン：2回 (2008, 2012)
- UEFA欧州選手権ファイナル・マン・オブ・ザ・マッチ：1回 (2012)
- UEFAチャンピオンズリーグベストプレーヤー：1回 (2011-12)
- UEFAチャンピオンズリーグファイナル・マン・オブ・ザ・マッチ：1回 (2015)
- バロンドール ：(2009年 4位)
- FIFAバロンドール：(2010年 2位, 2011年 4位, 2012年 3位)
- オンズドール：1回 (2009)
- リーガ・エスパニョーラ 最優秀スペイン人選手賞：1回 (2009)
- リーガ・エスパニョーラ 最優秀選手賞：(2008-09 2位, 2011-12 3位)
- IFFHS World's Best Playmaker：2回 (2012, 2013)
- リーガ・エスパニョーラ 最優秀攻撃的ミッドフィールダー：5回 (2009, 2011, 2012, 2013, 2014)
- Marca Legend Award：1回 (2011)
- FIFAコンフェデレーションズカップ2013 シルバーボール：1回 (2013)
- FIFAプスカシュ賞：(2009年 2位)
- FIFAワールドカップ ベストイレブン：1回 (2010)
- FIFAワールドカップファイナル・マン・オブ・ザ・マッチ：1回 (2010)
- FIFA FIFPro World XI：9回 (2009, 2010, 2011, 2012, 2013, 2014, 2015, 2016, 2017)
- UEFAチャンピオンズリーグベストチーム：1回 (2014-15[174])
- UEFAチーム・オブ・ザ・イヤー：6回(2009, 2010, 2011, 2012, 2015, 2016)
- ESMベストイレブン：1回 (2010-11)
- ゴールデンフット賞：1回 (2014[175])
- FIFAクラブワールドカップ2015・ブロンズボール：1回 (2015)
- Jリーグ・ベストイレブン：2回 (2019, 2021)
- Jリーグ・優秀選手賞：3回 (2019,2020,2021)
- J1リーグ・月間MVP：1回 (2021.10)
- J1リーグ・月間ベストゴール：1回 (2018.8)

### その他
- プリンス・オブ・アストゥリアス・アワード：1回 (2010)
- Gold Medal of the Royal Order of Sporting Merit：1回 (2011)